# Šehovići
Šehovići – wieś w Bośni i Hercegowinie, w Federacji Bośni i Hercegowiny, w kantonie bośniacko-podrińskim, w mieście Goražde. W 2013 roku liczyła 5 mieszkańców, z czego większość stanowili Boszniacy.